# Jefferson City (Tennessee)
Jefferson City è un comune degli Stati Uniti d'America, situato nello Stato del Tennessee, nella Contea di Jefferson.

## Storia
Dirigendosi a sud-ovest lungo il fiume Holston dalla Virginia, Adam ed Elizabeth Peck arrivarono sulle rive del Mossy Creek nel 1788, sistemando presto l'area con un forte, una casa di culto e un mulino. Si suggerisce che il nome originale della città, Mossy Creek, abbia avuto origine a causa della descrizione dei primi coloni del muschio verde "vivido" sviluppato intorno a un torrente vicino all'insediamento. Nel 1797, Mossy Creek aveva da 75 a 100 famiglie con un raggio di quattro miglia della città.
Intorno agli inizi della guerra civile americana nel settembre 1861, il generale dell'esercito dell'Unione Ambrose Burnside liberò la città dalla Confederazione, ma fu attaccato in un assedio senza successo dal generale confederato James Longstreet. Diverse scaramucce ebbero luogo intorno a Mossy Creek, in particolare la battaglia di Mossy Creek il 19 dicembre 1863.
Alla fine del XIX secolo, si formarono due comunità intorno a Mossy Creek, Frame Addition e Carsonville. Nel 1901, Mossy Creek si fuse con le due comunità, incorporandole come Jefferson City.
Nel 1940, la Tennessee Valley Authority (TVA) iniziò ad acquistare proprietà a Jefferson City per la costruzione della diga di Cherokee e il sequestro del fiume Holston per il lago Cherokee. Molti residenti hanno rinunciato con riluttanza alle loro fattorie e case per la promessa del controllo delle inondazioni e dell'elettricità offerta dalla TVA. La costruzione ha portato molti nuovi residenti in città e Cherokee Lake ha reso Jefferson City un popolare centro ricreativo per locali e turisti.
Alla fine del XX secolo, Jefferson City si è industrializzata con l'industria mineraria dello zinco dopo che i geologi hanno scoperto preziosi giacimenti di minerale di zinco intorno alla città all'inizio del secolo.
Dal 2010, gli sforzi di riqualificazione e rivitalizzazione sono in corso nel distretto del centro di Jefferson City. La Mossy Creek Foundation, un'organizzazione 501 (c) (3), è stata fondata nel 2012 per portare avanti questi sforzi, ricevendo finanziamenti per un parco pubblico con un padiglione finto deposito ferroviario sul sito originale della stazione di Mossy Creek e sovvenzioni per la facciata per strutture esistenti in centro.

## Geografia
Jefferson City si trova nel nord della contea di Jefferson a 36 ° 6'59 "N 83 ° 29'11" W (36.116389, -83,486500). Confina a ovest con New Market, a sud con Dandridge e a nord-est con Morristown.
La US Route 11E, la Andrew Johnson Highway, attraversa il lato sud della città. Conduce a nord-est per 13 miglia (21 km) al centro di Morristown e a ovest per 3 miglia (5 km) a New Market. Knoxville si trova a 28 miglia (45 km) a sud-ovest attraverso la Route 11E. La Tennessee State Route 92 attraversa il lato ovest di Jefferson City, conducendo a nord per 14 miglia (23 km) fino a Rutledge ea sud per 9 miglia (14 km) fino al centro di Dandridge.
Secondo lo United States Census Bureau, Jefferson City ha un'area totale di 6,4 miglia quadrate (16,6 km2), di cui 6,4 miglia quadrate (16,5 km2) sono terra e 0,04 miglia quadrate (0,1 km2), o 0,72%, sono acqua. Il confine nord-ovest della città tocca il braccio più meridionale del lago Cherokee, un bacino idrico sul fiume Holston.

## Società

### Evoluzione demografica
A partire dal censimento del 2000, c'erano 7.760 persone, 2.821 famiglie e 1.692 famiglie residenti in città. La densità di popolazione era di 1.464,0 persone per miglio quadrato (565,3 / km2). C'erano 3.155 unità abitative con una densità media di 595,2 per miglio quadrato (229,8 / km2). La composizione razziale della città era l'89,99% di bianchi, il 6,29% di afroamericani, lo 0,44% di nativi americani, lo 0,76% di asiatici, lo 0,17% di isolani del Pacifico, l'1,15% di altre razze e l'1,21% di due o più razze. Ispanici o latini di qualsiasi razza erano il 2,73% della popolazione.
C'erano 2.821 famiglie, di cui il 27,3% aveva figli di età inferiore ai 18 anni che vivevano con loro, il 42,9% erano coppie sposate che vivevano insieme, il 13,6% aveva una donna capofamiglia senza marito presente e il 40,0% erano non famiglie. Il 31,1% di tutte le famiglie era composto da individui e il 10,6% aveva qualcuno che viveva da solo di 65 anni o più. La dimensione media della famiglia era 2,29 e la dimensione media della famiglia era 2,86.
In città la popolazione era diffusa, con il 19,0% di età inferiore ai 18 anni, il 25,6% di età compresa tra 18 e 24 anni, il 24,1% di età compresa tra 25 e 44 anni, il 16,9% di età compresa tra 45 e 64 anni e il 14,3% di età compresa tra 65 anni o più vecchio. L'età media era di 28 anni. Per ogni 100 femmine, c'erano 89,3 maschi. Per ogni 100 femmine dai 18 anni in su, c'erano 84,6 maschi.
Il reddito medio per una famiglia in città era di $ 25.911 e il reddito medio per una famiglia era di $ 33.964. I maschi avevano un reddito medio di $ 28.306 contro $ 18.739 per le femmine. Il reddito pro capite per la città era di $ 13.770. Circa il 19,7% delle famiglie e il 24,7% della popolazione erano al di sotto della soglia di povertà, compresi il 28,4% di quelli di età inferiore ai 18 anni e il 14,4% di quelli di età pari o superiore a 65 anni.

## Governo

### Comunale
Jefferson City utilizza il sistema di governo del consiglio di amministrazione, che è stato istituito nel 1901 quando la città è stata costituita. È governato da un consiglio comunale di cinque membri composto dal sindaco e quattro membri del consiglio.

### Stato
Jefferson City è rappresentata nella Camera dei Rappresentanti del Tennessee nei distretti 17 e 11 rispettivamente dai rappresentanti Andrew Farmer e Jeremy Faison, entrambi repubblicani.
Nel Senato dello Stato del Tennessee, Jefferson City è rappresentata dall'8º distretto dal repubblicano Frank Niceley.

### Federale
Jefferson City è rappresentato nella Camera dei rappresentanti degli Stati Uniti dal repubblicano Tim Burchett del 2º distretto congressuale.

## Educazione

### Scuola pubblica
Le scuole pubbliche di Jefferson City sono gestite dal Jefferson County Department of Education. Gli studenti delle elementari frequentano la Jefferson Elementary, gli studenti delle scuole medie frequentano la Jefferson Middle e gli studenti delle scuole superiori frequentano la Jefferson County High School nella vicina Dandridge insieme ad altri studenti nel distretto scolastico della contea di Jefferson.

### Carson-Newman Universityman
La Carson-Newman University, un'università privata di arti liberali del Southern Baptist, si trova a Jefferson City adiacente al suo distretto centrale. È stata fondata nel 1851 e ha un'iscrizione studentesca stimata di 2.500.